# Yarrabubba
Krater Yarrabubba – krater uderzeniowy w stanie Australia Zachodnia, najstarszy pewny krater zachowany na Ziemi.

## Charakterystyka
Widoczna obecnie na powierzchni pozostałość krateru jest silnie zerodowana, co wiąże się z jej wiekiem. Utworzył się on w skałach krystalicznych w północnej części kratonu Yilgarn, jednej z najstarszych mas lądowych, których pozostałości przetrwały na Ziemi. Pierwotnie krater miał średnicę 30 km. Współcześnie misa krateru jest nierozpoznawalna, dowodami jego istnienia są zmiany w skałach, m.in. obecność stożków zderzeniowych i kwarcu szokowego.

## Wiek
Datowanie monacytu zrekrystalizowanego przez impakt pozwoliło na precyzyjne ustalenie czasu powstania krateru: utworzył się on 2,229 ± 0,005 miliarda lat temu, w paleoproterozoiku. To oznacza, że jest najstarszym pewnym kraterem uderzeniowym na Ziemi - starszym niż krater Vredefort (wiek i pochodzenie struktury Suavjärvi nie jest tak pewne). W tym czasie powstały także najmłodsze osady paleoproterozoicznych zlodowaceń, diamiktyty Rietfontein w Afryce Południowej. Chociaż związek przyczynowy nie jest dowiedziony, symulacje numeryczne ukazują, że uderzenie np. w lądolód mogłoby wyzwolić do atmosfery wystarczającą ilość pary wodnej, aby wywołać regionalne lub nawet globalne zmiany klimatyczne, potencjalnie przyczyniając się do końca okresu zlodowaceń.